# 田伯光
田伯光，金庸武俠小說《笑傲江湖》裏的一名人物。刀法出眾，輕功卓越，江湖人稱「萬里獨行」。小說中無記錄師承。 為金庸小說輕功高强高手之一。

## 生平
田伯光為江湖中一盜賊，刀法出众，以一手快刀聞名天下，轻功卓越，武功甚至能與青城派掌門余滄海拼个不分上下，但其人又好色成性，所以又被武林正派中人称之为「采花大盗」。
本來田伯光好色成性，田伯光欲輕薄恆山派弟子儀琳，卻因當時華山派的令狐冲所救而不成功。又因令狐冲的作弄，田伯光成為了儀琳弟子，這時田伯光卻不承認。而田亦對令狐冲的俠義精神心生佩服，欲與其交好。
愛女心切的不戒和尚擒拿并脅迫田伯光去華山請正在思過崖面壁的令狐冲到恆山見儀琳，田伯光上華山找到令狐冲後，卻因當時令狐冲得到隱居華山的風清揚所授的獨孤九劍而劍術大增，田伯光無法戰勝令狐冲，亦無法令其上恆山見儀琳。
令狐冲當上恆山派掌門後，不戒和尚知道令狐冲被人家背後譏笑，欲迫田伯光一同加入恆山派，但怕田伯光調戲恆山派的尼姑，遂將其要害處閹掉了，再命令他當和尚加入恆山派，取法號「不可不戒」，最後田伯光成為一個善良的弟子。